# Три Брата (острова, Сахалин)
Три Бра́та — группа из трёх выступающих из воды столбообразных скал (кекуров) в Татарском проливе вблизи западного побережья Сахалина. Природный комплекс находится прямо перед мысом Жонкиер вблизи города Александровск-Сахалинский. Скалы являются официальным символом города, изображены на его гербе и флаге.
10 сентября 1890 года А. П. Чехов, покидая Северный Сахалин, написал: «Я стоял один на корме и прощался с этим мрачным мирком, оберегаемым с моря Тремя Братьями, которые теперь едва обозначались в воздухе и были похожи впотьмах на трех черных монахов».

## Географическое положение
Скалы Три Брата находятся около острова Сахалин, недалеко от города Александровск-Сахалинский. Расстояние от берега — 225 метров. Высота самой большой скалы — 21 м, двух других — порядка 18 и 15 м.

## Описание
Сахалин находится на границе Охотского и Амурского литосферных блоков земной коры. Разломы проходят вдоль всего Татарского пролива и самого острова. Это объясняет большое количество возвышающихся объектов. Кроме этого, в процессе абразии моря на расширяющейся платформе (бенче) остаются небольшие островки (останцы, скалы, рифы), которые называются кекуры (из лексикона моряков). Как правило такие объекты представляют опасность для кораблей и заносятся в навигационные карты. Как памятник природы предоставляет геологический интерес для исследования. На скалах можно обнаружить останки древней фауны, моллюсков.

## Легенды, произведения
По преданиям коренных жителей — скалы ассоциировались с людьми, обратившимися в камни. Про скалы Три Брата существует несколько легенд, в изложении следующих исследователей: Крейнович Е. А. (лингвист, этнограф, языковед народов Севера), Чесалин В. В. (краевед, журналист), Феоктистов С. Г. (поэт, член Союза писателей ССР), Горин Ю. И. (учитель, краевед).